# Gris frío
Gris frío es la denominación común que reciben, en particular, los colores de ciertos pigmentos para pintura artística que se comercializan con ese nombre. Estos colores son semineutros y pueden ser púrpuras, azules o verdes, y muy oscuros a semioscuros.
La muestra principal es un gris frío pictórico típico, puro, y debajo se da una muestra aclarada con blanco.
|            | Gris frío aclarado |
| HTML       | #82A1B1            |
| CMYK       | (50, 25, 20, 5)    |
| RGB        | (130, 161, 177)    |
| HSV        | (200°, 27 %, 69 %) |
| Referencia | [ 1 ]              |